# New Haven (Contea di Macomb, Michigan)
New Haven è un villaggio degli Stati Uniti d'America, situato nello Stato del Michigan, nella contea di Macomb.